# Tux Paint
Tux Paint trata-se de um editor de imagens bitmap inglês de código aberto, para crianças a partir da idade em que tenham condições de operar com o mouse. O projeto, licenciado por GPL, iniciou-se em 2002 por William J Kendrick e tem obtido um grandioso número de voluntários tanto em suporte quanto em programação. Por ser multi-plataforma, o programa está disponivel para Windows, Macintosh, Linux, FreeBSD e NetBSD, Android. e também Haiku
O nome Tux Paint vem do Tux, o famoso e divertido pinguim do Linux, que é usado como uma personagem que encoraja crianças a se divertirem se aventurando pelo programa. O programa também tem adesivos que pode baixar

## Interface
O programa é composto por botões grandiosos com iconografia e texto descritivo e muitas cores deixando-o mais vivo e complacente ao público alvo infantil. A parte da usabilidade fica por conta dos sons, diferentes a cada ferramenta relacionando a ferramenta ao som por ela produzido.
Também em questão de usabilidade, os botões grandes ajudam facilitando a focalização do botão correto por crianças pequenas com coordenação motora ainda imperfeita.
O programa oferece a possibilidade de desenho livre, uso de linhas, uso de formas geométricas, além de carimbos (com desenhos pré definidos). Um ponto negativo é o fato de o desenho inserido não poder der movimentado. Além disso, ao salvar o trabalho, o mesmo só fica disponível no próprio programa. caso queira usar a produção em outro programa ou ter a imagem, terá que fazer um print screen da tela do computador e usar outro programa para salvar a imagem.

### Funcionalidades e Uso
Tux Paint oferece uma ampla variedade de ferramentas de desenho, incluindo pincéis, formas, carimbos e efeitos especiais. Algumas das principais funcionalidades do Tux Paint incluem:
- Pincéis: Diversos tipos de pincéis para desenhar linhas e formas.
- Carimbos: Uma biblioteca de imagens pré-desenhadas que podem ser usadas como carimbos.
- Efeitos Especiais: Ferramentas para adicionar efeitos como brilho, sombras e texturas aos desenhos.
- Interface Amigável: A interface é projetada para ser fácil de usar por crianças, com botões grandes e feedbacks sonoros.

Uso na Educação
Tux Paint é amplamente utilizado na educação para introduzir crianças ao desenho digital e promover a criatividade. Em escolas ao redor do mundo, professores utilizam Tux Paint para atividades de arte, projetos interdisciplinares e como uma ferramenta para desenvolver habilidades motoras e cognitivas. Além de ser um excelente recurso para aulas de arte, Tux Paint também pode ser usado em casa para atividades recreativas e educacionais.